# Астроцветные
Астроцве́тные (лат. Asterales), или Сростнопы́льниковые (лат. Synandrae) — по современной классификации APG IV порядок цветковых растений насчитывающий по состоянию на декабрь 2023 года 11 семейств, 2 021 род и 37 293 ботанических вида. Порядок включается в дочернюю кладу Кампанулиды, последовательно входящую в более крупные клады  Астериды -> Суперастериды -> Эвдикоты -> Цветковые растения.
Порядок является космополитом (растения, встречающиеся на большей части мира, включая пустынные и холодные зоны) и включает в себя, в основном, травянистые виды, хотя также присутствует небольшое количество деревьев (таких как гигантская лобелия и гигантский крестовник) и кустарники.
Русское название порядка перекликается с русским словом «Астровые», которое может иметь различные значения, обозначая соподчинённые таксоны разных рангов.

## Классификация
Согласно системе классификации APG IV (2016) порядок Астроцветные состоит из 11 семейств (количество родов и видов по версии на июнь 2023 года):
1. Alseuosmiaceae Airy Shaw (1964) — Альсевосмиевые - 4 рода, 10 видов
2. Argophyllaceae (Engl.) Takht. (1987) - 2 рода, 22 вида
3. Asteraceae Martynov (1820), nom. cons. — Астровые, или Сложноцветные - 1 788 родов, 33 994 вида
4. Calyceraceae R.Br. ex Rich. (1820), nom. cons. — Калицеровые - 6 родов, 56 видов
5. Campanulaceae Juss. (1789), nom. cons. — Колокольчиковые 89 родов, 2 479 видов
6. Goodeniaceae R.Br. (1810), nom. cons. — Гудениевые - 13 родов, 444 вида
7. Menyanthaceae Bercht. & J.Presl (1820), nom. cons. — Вахтовые - 6 родов, 76 видов
8. Pentaphragmataceae J.Agardh (1858), nom. cons. — Пентафрагмовые, монотипное с 1 родом Пентафрагма и 32 видами
9. Phellinaceae (Loes.) Takht. (1967) — Феллиновые, монотипное с 1 родом Феллина и 8 видами
10. Rousseaceae DC. (1839) - 4 рода, 15 видов
11. Stylidiaceae R.Br. (1810), nom. cons. — Стилидиевые - 6 родов, 291 вид

### Таксономическое положение
- Asterales Link, 1829, Handbuch 1: 731

Порядок Астроцветные включается в дочернюю кладу Кампанулиды, последовательно входящую в более крупные клады  Астериды -> Суперастериды -> Эвдикоты -> Цветковые растения. Таксономическая схема в соответствии с Системой APG IV по состоянию на декабрь 2023 года:
|  |                          |  |                                   | порядок Астроцветные |  | 11 семейств |  | 2 021 род |  | 37 293 вида |
|  |                          |  |                                   | порядок Астроцветные |  | 11 семейств |  | 2 021 род |  | 37 293 вида |
|  | клада Цветковые растения |  |                                   |                      |  |             |  |           |  |             |
|  |                          |  |                                   |                      |  |             |  |           |  |             |
|  |                          |  | ещё 63 порядка цветковых растений |                      |  |             |  |           |  |             |
|  |                          |  |                                   |                      |  |             |  |           |  |             |